# Пілка (Естонія)
Пі́лка (ест. Pilka küla) — село в Естонії, у волості Луунья повіту Тартумаа.

## Населення
Чисельність населення на 31 грудня 2011 року становила 157 осіб.

## Географія
Через населений пункт проходить автошлях 44 (Аовере — Луунья).